# Nebolen
Nebolen est un village du Cameroun situé dans la région du Centre et le département du Mbam-et-Inoubou. Il fait partie de la commune de Ndikiniméki.

## Population
En 1964, le village comptait 222 habitants, principalement Banen.
Lors du recensement de 2005, on y dénombrait 504 personnes.

## Personnalités nées à Nebolen
- Jean-Baptiste Beleoken (en), homme politique